# Conus brettinghami
Espèce
Conus brettinghami est une espèce de mollusques gastéropodes marins de la famille des Conidae.
Comme toutes les espèces du genre Conus, ces escargots sont prédateurs et venimeux. Ils sont capables de « piquer » les humains et doivent donc être manipulés avec précaution, voire pas du tout.

## Taxonomie

### Publication originale
L'espèce Conus brettinghami a été décrite pour la première fois en 1982 par les malacologistes Hendrikus Eduard Coomans (d), Robert G. Moolenbeek (d) et Eduard Wils (d).

### Synonymes
- Conus (Asprella) brettinghami Coomans, Moolenbeek & Wils, 1982 · appellation alternative
- Conus sulcatus brettinghami Coomans, Moolenbeek & Wils, 1982 · non accepté
- Conus undulatus G. B. Sowerby II, 1858 · non accepté